# Tinsel Korey
Tinsel Korey (n. 25 de marzo de 1980, Ontario, Canadá) es una actriz, pintora y cantante canadiense, conocida por interpretar a Emily Young en las películas de La saga de Crepúsculo

## Biografía
Conocida por su increíble presencia en numerosos papeles en el cine independiente, comenzó a realizar obras de teatro, Korey como una niña pequeña y la pasión que tenía por su arte la llevó a luchar por sus sueños como actriz profesional. Como adolescente, ella apareció en varios comerciales, como la campaña "Detener el Racismo" de Much Music. En 2003, obtuvo su primer papel profesional de la televisión, interpretando a una dama de honor con el nombre de Jen en la serie de FOX "Tru Calling", protagonizada por Eliza Dushku.
En 2004, durante la filmación de la miniserie de Spielberg en TNT "Into the West", ella compuso una canción del mismo título que se convirtió en un hit. La canción finalmente llamó la atención de la actoriz/productora Jennifer Podemski ("Dance Me Outside", "The Rez") la cual invitó a Korey para llevarla a cabo en el 2008 los Premios de Logros aborígenes. Ese mismo año, viajó por todo el suroeste para realizar presentaciones en varios lugares.
En 2006, Korey se le dio un pequeño papel como una víctima de violación frente a Callum Keith Rennie en la película "Unnatural & Accidental", que contó la historia de una serie de asesinatos de mujeres estadounidenses en su mayoría indígenas.
Antes de mudarse a Vancouver, Korey ya habían aparecido en algunos anuncios. Entonces decidió, a finales de 2002, para trasladarse a Hollywood, pero "fue detenida en la frontera porque no podía demostrar que iba a volver a Canadá."
En el año 2008 Korey realizó una película independiente "Mothers & Daughters" dirigida por Carl Bessai, con el que ya había trabajado en "Unnatural & Accidental" en 2006. Se incluyó en el Festival de Cine Internacional de Toronto en 2008.
En el año 2009 Tinsel interpreta el personaje maravillosamente llena de cicatrices en La Saga de Crepúsculo: New Moon, Eclipse y Breaking Dawn. Korey venció a 800 otras actrices para el papel el cual era novia y alma gemela de Sam Uley de la vecina tribu Makah-un papel fundamental en la franquicia en todo el mundo basada en las novelas que llevan el mismo nombre escritas por Stephenie Meyer.
Tinsel también tiene el liderazgo en el thriller psicológico "Stained", y la ciencia ficción "Avarice" junto a Kevin Sorbo, Patricia Richardson, Jason London, salió a principios del 2012. Tinsel estuvo rodando la comedia "Fishing Naked" en Colorado.
Las películas de Tinsel van desde "The Lookout", protagonizada por Jeff Daniels y Joseph Gordon-Levitt; "Hybrid", y  "La Calidad de Vida". Sus créditos en televisión incluyen series como "Da Vinci indagatoria", "Godivas", "Inteligencia", "La Guardia", "Sanctuary" y "Rabbit Fall".

## Vida personal
En su tiempo libre, Korey disfruta de trabajar con los jóvenes, y está involucrado con la campaña de la organización DoSomething.org de Make.Save.Art, así como en la política y las cuestiones indígenas. Ella viaja a lo largo de Norteamérica y enseñanza música a los jóvenes nativos americanos que tienen interés en la industria del entretenimiento. Su curso se centra en un aspecto del arte, ayudándoles a llevar a cabo sus talentos únicos.
Korey también le gusta el boxeo, el hockey, el UFC y toca la guitarra y el piano. También pinta y escribe e interpreta su propia música. Lanzó su primer sencillo titulado "Letter", en 2011, que ella escribió y lanzó de forma independiente. Fue producido por Stevie Salas (Mick Jagger, George Clinton, Rod Stewart), que está a la venta en iTunes y Amazon en todo el mundo.
Actualmente Tinsel vive en Los Ángeles, California.

## Filmografía

### Películas
| Año  | Título                                    | Personaje      | Notas |
| ---- | ----------------------------------------- | -------------- | ----- |
| 2005 | It Waits                                  | Lark Rainwater |       |
| 2006 | Divided by Zero                           | Ashley         |       |
| 2006 | Unnatural and Accidental                  | Blue Girl      |       |
| 2007 | The Lookout                               | Maura          |       |
| 2008 | Mothers&Daughters                         | Cynthia        |       |
| 2009 | The Twilight Saga: New Moon               | Emily Young    |       |
| 2010 | The Twilight Saga: Eclipse                | Emily Young    |       |
| 2010 | Stained                                   | Isabelle       |       |
| 2011 | The Twilight Saga: Breaking Dawn - Part 1 | Emily Young    |       |
| 2013 | Avarice                                   | Kate           |       |
| 2014 | Bullet                                    | Vanessa        |       |
| 2015 | Fishing Naked                             | Jen            |       |
| 2015 | Single in South Beach                     | Sandra         |       |

### Televisión
| Año  | Título                    | Personaje    | Notas                          |
| ---- | ------------------------- | ------------ | ------------------------------ |
| 2004 | Tru Calling               | Jen          | Episodio: Murder in the Morgue |
| 2004 | Da Vinci's Inquest        | Sheila       | Episodio: A Man When He's Down |
| 2005 | Into the West             | Pájaro azul  | Miniserie                      |
| 2006 | Godiva's                  | Chantal      | 3 episodios                    |
| 2007 | Hybrid                    | Lydia        | Película para TV               |
| 2007 | Luna: Spirit of the Whale | Annie        | Película para TV               |
| 2007 | I Know What I Saw         | Alicia       | Película para TV               |
| 2007 | Intelligence              | Felicia      | 2 episodios                    |
| 2007 | Tin Man                   | Airofday     | Episodio: Tin Man              |
| 2008 | The Quality of Life       | Anna Navarez | Película para TV               |
| 2008 | The Guard                 | Martine      | 4 episodios, (2007-2008)       |
| 2008 | Rabbit Fall               | Zoe          | 7 episodios                    |
| 2009 | Wyvern                    | Hampton      | Película para TV               |
| 2011 | Sanctuary                 | Sioux        | Episodio: One Night            |
| 2011 | ACME Saturday Night       | Guest host   | Episodio: Tinsel Korey         |
| 2012 | Black Forest              | Karin        | Película para TV               |
| 2013 | Blackstone                | Roberta      | 6 episodios                    |